# Dichaea venezuelensis
Dichaea venezuelensis är en orkidéart som beskrevs av Germán Carnevali och Ivón Mercedes Ramírez Morillo. Dichaea venezuelensis ingår i släktet Dichaea och familjen orkidéer. Inga underarter finns listade i Catalogue of Life.